# Louis Ducreux
Louis Ducreux (22 de septiembre de 1911-21 de diciembre de 1992) fue un actor, músico, autor, director teatral y escenógrafo de nacionalidad francesa.

## Biografía
Nació en Marsella, Francia, en el seno de una familia de industriales. Apasionada del teatro y de la ópera, empezó a ganarse la vida como pianista. A los veinte años creó la Compagnie du Rideau Gris en Marsella, grupo aficionado que en 1933 fue reunido por André Roussin y Georges Wakhevitch, permitiendo a Ducreux dedicarse a la escenografía del mismo.
Más adelante entró en la Comédie de Lyon, escribiendo sus primeras piezas (Clair-Obscur, Musique légère y Souvenir d’Italie). En 1943 trabajó en el Teatro de los Campos Elíseos.
Posteriormente dirigió la Ópera de Marsella (1961-1965 y 1968-1971), la Ópera de Montecarlo (1965-1972) y el gran teatro de Nancy (1973-1977). Diversificó el repertorio con Alban Berg, Benjamin Britten o Francis Poulenc, y llevó a escena óperas como Carmen, de Georges Bizet.
También hizo carrera en el cine, como actor y compositor, y participó en la emisión Au théâtre ce soir como actor y escenógrafo. Su trabajo en la gran pantalla no fue muy destacado, aunque en Un dimanche à la campagne (1983), de Bertrand Tavernier, hizo uno de los papeles principales y se dio a conocer al gran público. 
Autor de canciones, escribió en 1955, con música de André Popp, la letra de La rue s'allume, que se convirtió en un clásico gracias a las interpretaciones de Michèle Arnaud , Cora Vaucaire, y Barbara·.
Louis Ducreux falleció en París, Francia, en 1992. Fue enterrado en el Cementerio Saint-Pierre, en Marsella.

## Teatro

### Adaptación
- 1951 : La heredera, de Ruth Goetz y Augustus Goetz, escenografía de Marcel Herrand, Théâtre des Mathurins
- 1957 : La Magicienne en pantoufles, de John Van Druten, escenografía de Louis Ducreux, Théâtre des Ambassadeurs

### Autor
- 1943 :  La Part du Feu, Théâtre des Célestins de Lyon, Teatro de los Campos Elíseos, Théâtre de l'Athénée
- 1946 : Un souvenir d'Italie, Théâtre de l'Œuvre
- 1948 : Le Square du Pérou, Théâtre Saint-Georges
- 1949 : Le Roi est mort, Théâtre des Mathurins
- 1952 : L'Amour en papier, Théâtre du Quartier Latin
- 1953 : Le Diable à quatre, escenografía de Michel de Ré, Théâtre Montparnasse
- 1959 : La Folie, Théâtre de la Madeleine

### Actor
- 1941 : Am Stram Gram, de André Roussin, escenografía del autor, Cannes, Marsella
- 1944 : Le Tombeau d'Achille, de André Roussin, escenografía del autor, Théâtre Charles de Rochefort
- 1944 : Jean-Baptiste le mal-aimé, de André Roussin, escenografía del autor, Théâtre du Vieux-Colombier
- 1945 : Le Tombeau d'Achille, de André Roussin, escenografía del autor, Théâtre du Vieux-Colombier
- 1948 : Le Square du Pérou, de Louis Ducreux, Théâtre Saint-Georges
- 1951 : La Main de César, de André Roussin, escenografía del autor, Théâtre des Célestins y Théâtre de Paris
- 1952 : L'Amour en papier, de Louis Ducreux, escenografía de Michel de Ré, Théâtre du Quartier Latin
- 1952 : Hélène ou la joie de vivre, de André Roussin y Madeleine Grawitz, escenografía de Louis Ducreux, Théâtre de la Madeleine
- 1955 : Un monsieur qui attend, de Emlyn Williams, escenografía de Pierre Dux, Comédie Caumartin
- 1957 : Les Pigeons de Venise, de Albert Husson, escenografía de Louis Ducreux, Théâtre des Célestins y Théâtre Michel
- 1958 : L'Épouvantail, de Dominique Rolin, escenografía de André Barsacq, Théâtre de l'Œuvre
- 1959 : Orpheus Descending, de Tennessee Williams, escenografía de Raymond Rouleau, Théâtre de l'Athénée
- 1959 : Les Ecrivains, de Michel de Saint Pierre y Pierre de Calan, escenografía de Raymond Gérôme, Théâtre des Mathurins
- 1960 : Les Ambassades, de Roger Peyrefitte, escenografía de André Barsacq, Théâtre des Bouffes-Parisiens
- 1961 : La Rouille, de Carlos Semprún, escenografía de Jean-Marie Serreau, Théâtre de l'Alliance française
- 1982 : Una cigüeña bromista, de André Roussin, escenografía de Jean-Michel Rouzière, Théâtre des Variétés
- 1985 : Sainte Escroque, de Patrick Gazel, escenografía de Gilbert Lévy, Théâtre Grévien
- 1987 : Le Fils, de Christian Rullier, escenografía de François Rancillac, La Cigale

### Director
- 1941 : Los enredos de Scapin, de Molière, Compagnie du Rideau Gris
- 1941 : Fantasio, de Alfred de Musset
- 1942 : Une jeune fille savait, de André Haguet, Théâtre des Bouffes-Parisiens
- 1942 : El barbero de Sevilla, de Pierre-Augustin Caron de Beaumarchais
- 1942 : Une grande fille toute simple, de André Roussin, con Madeleine Robinson y Gérard Philipe, Casino des Fleurs, Cannes
- 1944 : Une grande fille toute simple, de André Roussin, Théâtre des Ambassadeurs
- 1946 : Un souvenir d'Italie, de Louis Ducreux, Théâtre de l'Œuvre
- 1946 : Le Burlador, de Suzanne Lilar, Théâtre Saint-Georges
- 1948 : Le Square du Pérou, de Louis Ducreux, Théâtre Saint-Georges
- 1948 : Joyeux Chagrins, a partir de Noël Coward, adaptación de André Roussin y Pierre Gay, Théâtre Édouard VII
- 1951 : Una cigüeña bromista, de André Roussin, Théâtre de l’Île-de-France, Théâtre des Nouveautés
- 1951 : Mon mari et toi, de Roger Ferdinand, Théâtre des Capucines y Théâtre de l'Apollo
- 1952 : Hélène ou la joie de vivre, de André Roussin y Madeleine Grawitz a partir de John Erskine, Théâtre de la Madeleine
- 1954 : Le Mari, la Femme et la Mort, de André Roussin, Théâtre des Ambassadeurs
- 1957 : Les Pigeons de Venise, de Albert Husson, Théâtre Michel
- 1957 : La Magicienne en pantoufles, de John Van Druten, Théâtre des Ambassadeurs
- 1959 : La Folie, de Louis Ducreux, Théâtre de la Madeleine
- 1961 : Hélène ou la joie de vivre, de André Roussin y Madeleine Grawitz a partir de John Erskine, Théâtre de la Madeleine
- 1972 : Orphée aux Enfers, La Gaieté Lyrique[6]
- 1973 :  Carmen, Opéra de Nancy[7]
- 1974 : Le Mari, la femme et la mort, de André Roussin, Théâtre Antoine

## Filmografía
- 1938 : Le Schpountz, de Marcel Pagnol
- 1939 : Le monde tremblera, de Richard Pottier
- 1941 : Nous les gosses, de Maurice Cloche
- 1943 : Paperasses, de Jacques Lemoigne
- 1945 : Naissance d'un spectacle, de J.K Raymonf-Millet
- 1946 : La Foire aux chimères, de Pierre Chenal (dialoguista)
- 1948 : Une grande fille toute simple, de Jacques Manuel
- 1950 : La Ronde, de Max Ophüls (letrista)
- 1953 : Le Marchand de Venise, de Pierre Billon (guion)
- 1953 : Madame de..., de Max Ophüls (letrista)
- 1958 : Le Désordre et la Nuit, de Gilles Grangier
- 1978 : Cosi come sei, de Alberto Lattuada (compositor)
- 1983 : Un dimanche à la campagne, de Bertrand Tavernier (también compositor)
- 1988 : Une affaire de femmes, de Claude Chabrol
- 1990 : Daddy nostalgie, de Bertrand Tavernier
- 1990 : Zoo, l'appel de la nuit, de Cristina Comencini
- 1990 : 3615 code Père Noël, de René Manzor
- 1991 : La doble vida de Verónica, de Krzysztof Kieslowski
- 1991 : Pantin, de Caroline Grenetier
- 1992 : Mensonge, de François Margolin

## Televisión
- 1976 : Au théâtre ce soir : Le monsieur qui attend, de Emlyn Williams, escenografía de Georges Vitaly, dirección de Pierre Sabbagh, Théâtre Édouard VII
- 1976 : Au théâtre ce soir : La heredera, de Ruth Goetz y Augustus Goetz, escenografía de René Clermont, dirección de Pierre Sabbagh, Théâtre Édouard VII
- 1977 : L'eau sale, dirección de Raymond Rouleau
- 1980 : Au théâtre ce soir : La Magicienne en pantoufles, de John Van Druten, escenografía, dirección de Pierre Sabbagh, Théâtre Marigny